# Everlane Moraes
Everlane Moraes Santos (Cachoeira, 21 de novembro de 1987) é uma cineasta, produtora e artista brasileira reconhecida por explorar a diáspora negra em suas obras. Premiada em festivais como Sundance e Rotterdam, sua produção trata de questões socioculturais e espirituais, abordadas através da ancestralidade, memória e resistência.

## Biografia
Moraes nasceu em Cachoeira, Bahia, e aos 4 anos de idade muda-se para o quilombo urbano Caixa D'Água em Aracaju. Filha do artista plástico Éverton Santos foi, desde a infância, influenciada pelo cinema.
Moraes formou-se em Artes Visuais na Universidade Federal de Sergipe e em Direção de Documentário na Escuela Internacional de Cine y Televisión.
Em 2007 foi selecionada para trabalhar num filme sobre as obras de Arthur Bispo do Rosário, quando inicia a sua carreira no cinema.
Moraes trabalha em diferentes gêneros e formatos – entre realidade e ficção, entre cinema e videoarte – sendo o cinema o meio privilegiado onde consegue articular suas temáticas de maneira interdisciplinar. Dentre suas temáticas, evidencia as questões sociais, filosóficas e espirituais da diáspora negra.
Os seus filmes já foram exibidos em festivais, galerias e VOD como Sundance, Rotterdam, BFI, Womxn in Windows e One Story Up.
Além do trabalho como realizadora, Moraes, desde 2023, é também curadora/marchand das obras do seu pai, o artista plástico sergipano Éverton Santos, sendo a tutora legal do seu acervo familiar.

## Prémios e reconhecimento
Moraes já recebeu diversos prémios e seus filmes foram selecionados em seções competitivas de diversos festivais:
- 2023 - Moção de Aplausos concedida pela contribuição à cultura em Sergipe, representando as mulheres negras e nordestinas em espaços de direção.
- 2023 - FSA/BRDE - Novos Realizadores
- 2022 - Projeto Paradiso & Hubert Bals Fund[10][11]
- 2022 - BH nas Telas
- 2021 - Göteborg Film Fund[12]
- 2021 - Naymovie -  Prêmio Edina Fujii
- 2021 - IDFA Producción - IDFA Institute
- 2021 - IDFA BERTHA FUND[12][13]
- 2021 - SPCINE. Núcleos Criativos para Desenvolvimento de Obras Audiovisuais
- 2021 - ACECCINE - Melhor Curta-metragem brasileiro de 2021 | A gente acaba aqui
- 2021 - Sundance Institute Documentary Fund[12][13]
- 2020 - William Greaves Fund[12][13]
- 2020 - Prêmio Jorge Portugal[14]
- 2019 - Libélula Dourada - Melhor Documentário 2019 - Pattaki
- 2019 - Cine de Gibara (Cuba) - Melhor Fotografia 2019 - Pattaki
- 2019 - IDFA Development - IDFA INSTITUTE
- 2019 - Docubox East African Fund[14]
- 2019 - Pattaki foi exibido na seção internacional competitiva Fugas do Festival Internacional de Cine Documental DocumentaMadrid[15]
- 2018 - Comenda Maria Beatriz Nascimento concedida pela Assembleia Legislativa de Sergipe e pela Câmara Municipal de Aracaju
- 2014 - FICCA - Melhor Filme 2014 (Festival Internacional de Cinema do Caeté) | Conflitos e Abismos: A expressão da condição humana[16]
- 2014 - CINEGRADA - Melhor Filme 2015 | Conflitos e Abismos: A expressão da condição humana[16]
- 2014 - Curta-SE - Melhor Filme 2016 | Conflitos e Abismos: A expressão da condição humana[16]
- 2013 - Prêmio Inventar com a Diferença (8.ª Mostra de Direitos Humanos da América Latina). Melhor Filme Ibero-Americano (Festival Curta-SE). Melhor Curta e Menção Honrosa no CachoeiraDoc | Caixa D'água: qui-lombo é esse?[16][17]

Em 2022, Moraes foi contemplada com o Prêmio Paradiso no BrLab para participar no TorinoFilmLab Next, Itália, para o desenvolvimento de sua primeira longa-metragem, ainda em fase de pré-produção, O Segredo de Sikán. O projeto também foi apoiado pelo programa Brasil no Mundo em 2022, após ser selecionado pelo Rotterdam Hubert Bals Fund.
Além dos prêmios, Moraes foi contemplada também em diversos labs para desenvolvimento cinematográfico, são eles:
- 2021 - TorinoFilmLab Next  | Itália
- 2020 - Colaboratório Criativo - NETFLIX | Brasil
- 2020 - IDFA Academy - Amsterdam | Brasil[14]
- 2020 - BERLINALE Talents - Berlim | Alemanha[7][20]
- 2019 - Miradasdoc - Tenerife | Espanha[14]
- 2019 - Good Pitch Brasil - Doc Impacto - São Paulo | Brasil[7]

## Obras
A obra de Moraes é influenciada pelas pinturas do pai, imagens da Igreja Católica e do Candomblé, a música, a filosofia e a literatura, tendo já realizado, produzido e participado em diversos filmes.
Como Realizadora:
- 2023 - Falas Negras apresenta Histórias (Im)Possíveis[22][23]
- 2023 - Falas Femininas apresenta Histórias (Im)Possíveis[23][24]
- 2022 - Imagine 2030
- 2021 - A Gente acaba aqui[25]
- 2020 - O navio e o mar[14]
- 2020 - Noturnos
- 2019 - Pattaki[26]
- 2018 - Aurora[27]
- 2017 - Monga, Retrato de Café
- 2016 - La Santa Cena[26]
- 2016 - El Reflejo
- 2016 - Allegro Ma Non Troppo: la sinfonia de la belleza[24]
- 2014 - Conflitos e Abismos: A Expressão da Condição Humana - o filme é uma homenagem à trajetória artística de seu pai, o artista plástico Everton Santos, que influenciou toda sua carreira enquanto realizadora.[5]
- 2012 - Caixa D'Água: Qui-Lombo é Esse? - filme que retrata a realidade de um bairro na cidade de Aracaju, Sergipe, local que antigamente era um quilombo e onde as pessoas escravizadas fugidas podiam refugiar-se.[5]

Como Actriz:
- 2012 - Caixa D'Água: Qui-Lombo é Esse?

Como Roteirista:
- 2021 - A Gente acaba aqui
- 2018 - Aurora[27]
- 2014 - Conflitos e Abismos: A Expressão da Condição Humana
- 2019 - Pattaki
- 2012 - Caixa D'Água: Qui-Lombo é Esse?

Como Produtora:
- 2007 - As Aventuras de Seu Euclides: Parafusos
- 2012 - Caixa D'Água: Qui-Lombo é Esse?
- 2019 - Pattaki

Foi coprodutora com Lara Sousa do Documentário O Navio e o Mar.
Como Diretora de Fotografia:
- 2021 - A Gente acaba aqui[25]